# そごう徳島店
そごう徳島店（そごうとくしまてん）は、株式会社そごう・西武が徳島県徳島市の徳島駅前で運営していた百貨店。
民事再生前のそごうグループ時代は「徳島そごう」として、株式会社徳島そごうが運営していた。37年に渡り徳島駅前の「アミコビル」で核テナントとして営業していた。

## 概要

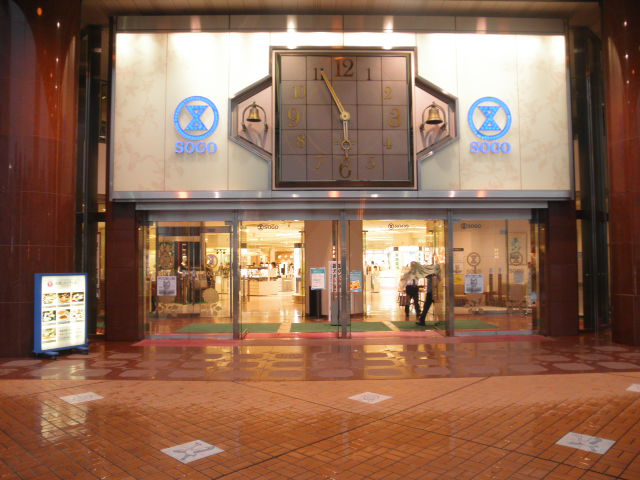
世界の人形時計

1983年に株式会社徳島そごうが開設した。民事再生や運営会社の統合を経て、2020年8月31日に閉店するまで県内では唯一の百貨店であった。開業から7年後の1990年、駅側のエントランスにディズニーのからくり時計「世界の人形時計」が設置された。当地に置かれていた人形時計には国内外で唯一の「阿波踊りを踊る着物姿の女性」のマスコットが置かれていた。同店によれば、演出の終了の知らせを受けて人形時計の存続を望む電話が30件以上も寄せられていたという。
2013年3月にセブン-イレブンが香川県と徳島県に進出するまでは、セブン&アイ・ホールディングスの店舗として唯一四国にある店舗だった。セブン&アイHLDGSはこれまで四国に出店する方針はなかったが、ミレニアムリテイリング（現：そごう・西武）を買収した結果、自動的に店舗を保有することになった。
明石海峡を隔てた関西（神戸・大阪）への消費流出による売り上げ減を食い止めるために、品揃えで太刀打ちできない嗜好的な高級品よりも、関西にわざわざ買いに行くのが面倒な「日常使い」の商品を充実させる戦略に出ていたという。また、隣接していたそごう神戸店（現・神戸阪急）と商品の連携を深めることで、関西に負けない商品やサービスの充実、コスト削減に取り組んでいた。のち、2019年10月10日、そごう・西武からそごう徳島店を2020年8月31日に閉店することが発表された。
日本百貨店協会によれば、同年9月以降徳島県は、2020年1月に大沼の破産手続開始決定により百貨店がなくなった山形県に次いで、全国で2番目かつ四国地方で唯一百貨店のない都道府県となった。後に隣接県の香川県において、高松三越を運営している三越伊勢丹ホールディングスが同店舗のサテライトショップ扱いでそごう徳島店の跡地に出店することを表明し、2022年4月13日に三越徳島として正式オープンした。但し、高松三越の支店的位置付け（徳島県内に運営会社の本社を置いていない）のため日本百貨店協会には加盟せず、空白県のままとなっている。
徳島店の閉店により、かつては四国4県に店舗が存在した株式会社そごう・西武(コトデンそごう・いよてつそごう・とでん西武)は四国地方から完全に撤退した。

### 社歌
株式会社徳島そごうの社歌は、「栄冠は君に輝く」の替え歌として徳島そごうが開店する前に制作された。
関係者によれば、株式会社徳島そごうが無くなるまでは歌われていたという。
替え歌が社歌になった理由として、徳島そごうが開業する前年に地元の徳島県立池田高校の野球部が夏の甲子園で優勝、徳島そごうが開業した1983年には春の甲子園でも優勝をしていたことが挙げられるという。
閉店セレモニーの後、2階エントランスにて社歌を歌唱していたかつての社員が見受けられた。

### 開業記念イベント
- 1983年（昭和58年）
  - 10月1日 - オープニングパレード、山口崇・中原理恵テープカット、山口崇一日店長、中原理恵オンステージ
  - 10月2日 - 松居直美オンステージ、ダイナマンショー
  - 10月3日 - 長嶋茂雄野球教室

## 閉店時の館内
- RF - ペット用品と子どものフロア・ゲームセンター
- 9F - 水の流れる名店食堂街
- 8F - こども服と文具・玩具のフロア・無印良品（とくしまCITYからの移転）
- 7F - 住まいと呉服のフロア
- 6F - 紳士服飾と宝石・時計・めがねのフロア
- 5F - エレガントな婦人服とスポーツのフロア
- 4F - コンテンポラリーな婦人服のフロア
- 3F - コンテンポラリーな婦人服のフロア
- 2F - おしゃれ雑貨のフロア・徳島名店街への連絡通路
- 1F - ヤングファッションのフロア・正面入口
- B1F - 大フードセンター
- B2F - 駐車場

## 歴史
1983年、国鉄（現JR）徳島駅前に「徳島そごう」として開店。店舗面積は約26,738m2で、百貨店として四国最大の規模を誇り、開店時のキャッチフレーズは「徳島が生んだ四国一の百貨店」であった。
当時、徳島市には東新町の「丸新」と元町の「つぼみや」という地元資本による百貨店があったが、店舗面積はそれぞれ7,898m2、9,415m2と小規模であり、商品・サービスも大手百貨店に比べると見劣りするものであった。
徳島そごうの開店は徳島市、徳島県内の商業施設の充実、関西や香川県への消費流出の減少をもたらしたが、一方で既存の地元資本の店舗に打撃を与え、つぼみやは1986年、丸新は1995年に閉店に追い込まれた。また、徳島市の中心市街地にも大きな変化を及ぼし、それまで丸新、ダイエーなどが立地し県内一の商業集積地として賑わいを見せた東新町は衰退し、徳島駅前の方が賑わうようになった。
開店以来、これまで特に大規模な改装等は行われてこなかったが、1998年4月5日の明石海峡大橋開通を控え、関西方面への消費流出を防ぐため、開通前年の1997年3月に最大規模の改装を実施し、同年3月11日改装開店した。1998年4月の明石海峡大橋開通以降、関西方面への消費流出が顕著になってきたことから、2006年春より半年に1回のペースで各フロアの全面改装を開始。2007年11月には、2-5階の全フロアと地下1階の一部フロアの改装が完了した。
売上のピークは1993年2月期の444億円であったが、閉店直前期の2019年2月期には半分以下の128億25百万円にまで減少していた。2021年10月15日、跡地に三越徳島が一部開業した。

### 開店までの経緯
アミコ専門店街のある徳島駅前西地区にはかつて徳島市内町小学校が広大な面積を有して立地していた。そのため商業施設が少なく県都の表玄関である徳島駅前にしては賑わいに欠け、歩行者通行量（8時-18時、1973年徳島商工会議所調査）では東地区の元町商店街が18,000人に対して、駅前通りを挟んだ西地区の元町商店街は2,500人しかなかった。
1963年、内町小を移転し、その跡地に再開発ビルを建設するという計画が徳島市や地元地権者の間で持ち上がった。1972年に徳島商工会議所がまとめた徳島商業近代化計画で、中心市街地を駅前地区と新町地区を2つの核として整備、発展させるという「2眼レフ構想」が立てられ、駅前西地区の再開発が現実味を帯びてくる。
1977年、山本潤造市長は再開発事業を最重要施策に位置付け、その後市を中心とした地権者が徳島駅西地区市街地再開発準備組合を設立、さらに79年冬には徳島都市開発株式会社が創立し、キーテナント探しや地元商業者との折衝が行われた。このときの計画では、ビルは地下3階、地上15階建て、延べ床面積は90,560m2と、現ビルの倍近い規模のものであった。のちの調査で地盤が軟弱であることが分かり、縮小された。キーテナントのデパートの面積は約20,000m2が想定された。
地元商業者からは計画への反対意見が相次いだものの、徳島県消費者団体連合会の意識調査で、回答者の79%が再開発事業に賛成で、デパート希望者の83%が都市型有名デパート誘致を望んでいるという結果が出て、消団連は再開発ビル早期建設を訴え市長に陳情した。地権者の大半も有名デパート誘致に積極的になった。
地元の丸新百貨店は、有名デパートの進出に危機感を覚え、もし進出すれば経営基盤が揺らぎかねないとして、1978年秋から組合に対して再開発ビルにキーテナントとして入居する意向を示した。しかし、権利金や内装費など、入居までには総額100億円ほどの投資が必要であるうえ、入居後の売上が年間200億円はなければ採算ベースに乗らないことが予想され、年商100億円ほどの丸新にとって単独での出店は負担が大きすぎた。さらに有名デパート入居を求める声が高まっていたため、大手百貨店との共同出店を検討することとなった。
丸新は関係の深かった大丸（現：大丸松坂屋百貨店）に共同出店を要請したが、当時大丸は大阪駅前の大規模な再開発計画に参画しており、徳島へ投資する余裕はないとしてこれを拒否。再開発ビルへの単独出店を目指していたそごうに共同出店するよう求め、仲介役を山本市長が担った。
そごうと丸新の交渉は1979年4月に始まり、店名は徳島そごう、営業権はそごうが取ることで合意したが、両者が出資比率の過半数を取りたいと主張したため対立、山本市長は両者に最終斡旋案を示したものの、その案でも丸新の出資比率は49%と過半数を取れていなかったため、丸新側が斡旋案を拒否し、交渉は決裂。7月にそごう単独出店が決定した。丸新の西谷社長は「そごうに迎合した斡旋案で、これを認めれば永年かけて築いてきた地盤が大手資本に乗っ取られる。市側はそごうに断られると後がないと言っているが、そごう以外の都市型デパートに広く出店を求めたことがあるのか。最初からそごうにのめりこみ、そごうからいいなりの条件を提示されたとしか考えられない」と市や市長を批判。これに対し市長は「市民が都市型デパートを望んでいる限り、そごう有利の条件を提示せざるを得ない」と主張した。
丸新はその後、西武百貨店（後にそごうに吸収）との提携、テナントの一新など、徳島そごうに対抗して様々な戦略に出たが、売り上げは減り続け、1995年3月に閉店した。閉店年度（1994年度）の売り上げはそごう出店前のほぼ半分の約50億円になっていた。
そごう開店日の買い物客は約15万人、売り上げは3億5000万円にのぼった。開店後しばらくの間は波及効果が駅前の商業施設だけでなく新町地区にも及び、郊外店の増加を受けて減少を続けていた通行量も一時的に増加した。しかし、効果は長続きせず、結局は丸新の閉店などで衰退に拍車がかかっただけだった。東新町の通行量（丸新前）はそごう開店前の1979年の平日に約16,000人、休日に約30,000人あったものが、2007年の調査では平日約2,000人、休日約1,600人にまで減少している。

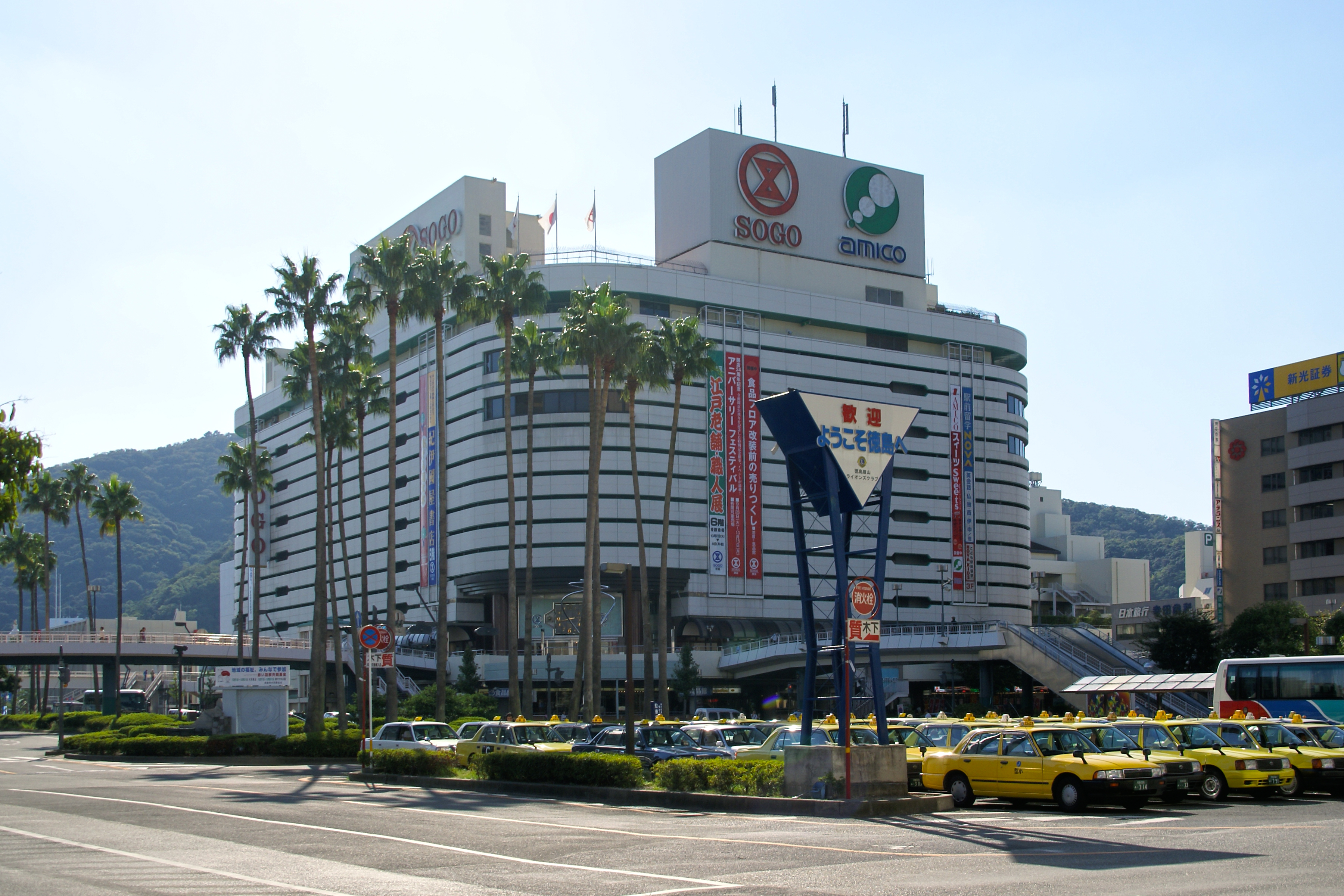
外観（2007年10月）
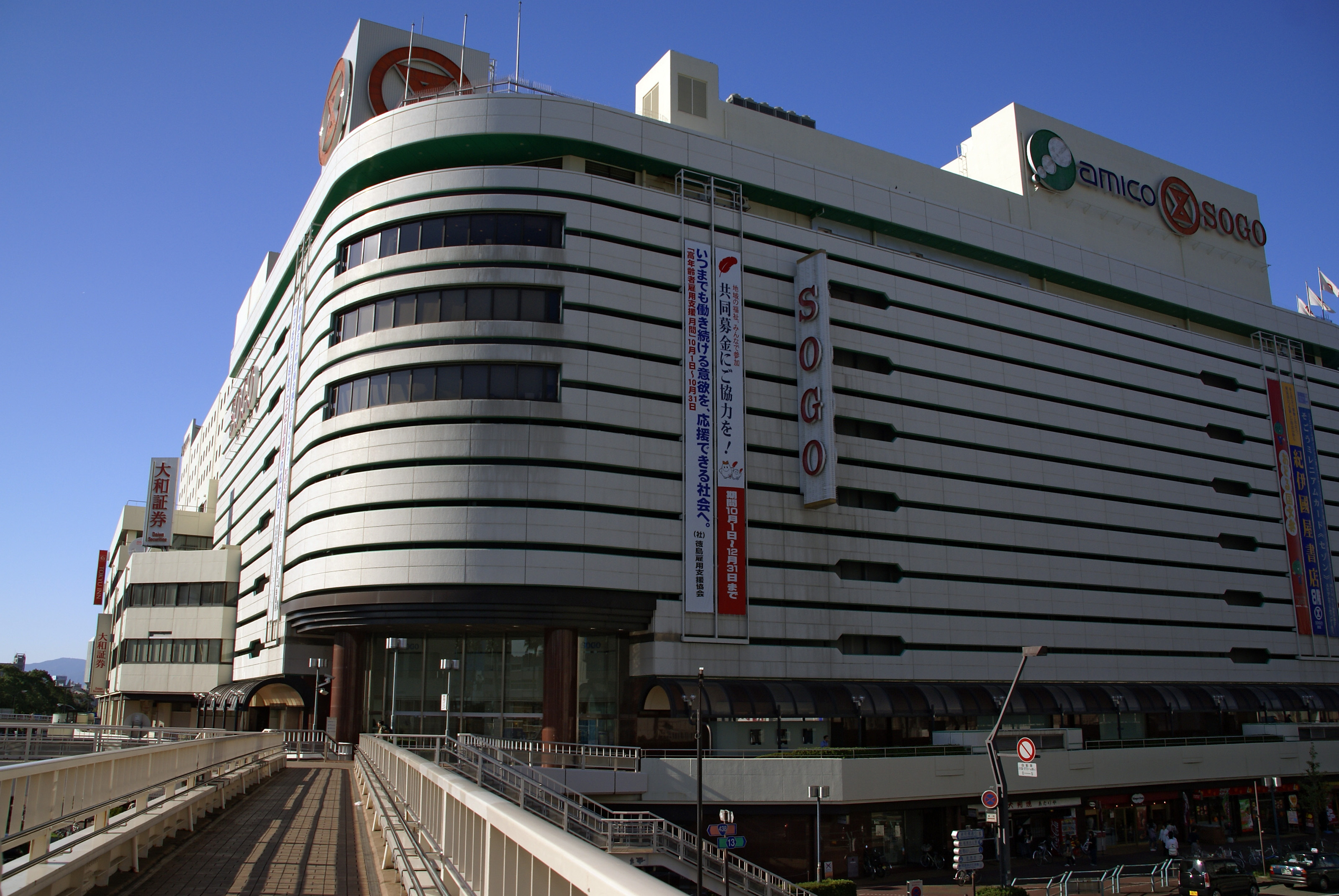
連絡橋から見た外観（2007年10月）
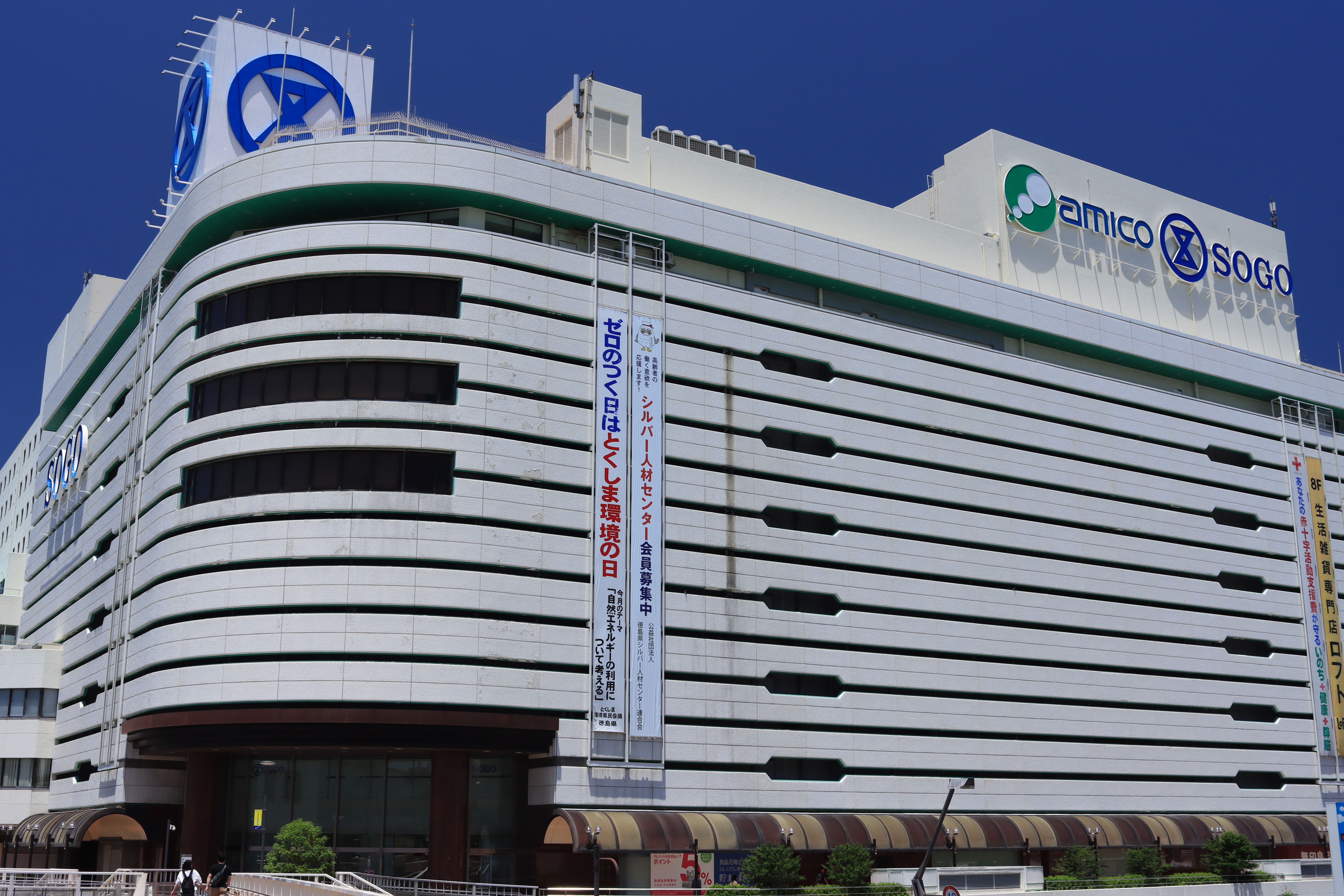
連絡橋から見た外観（2020年6月）